# Chilisaus

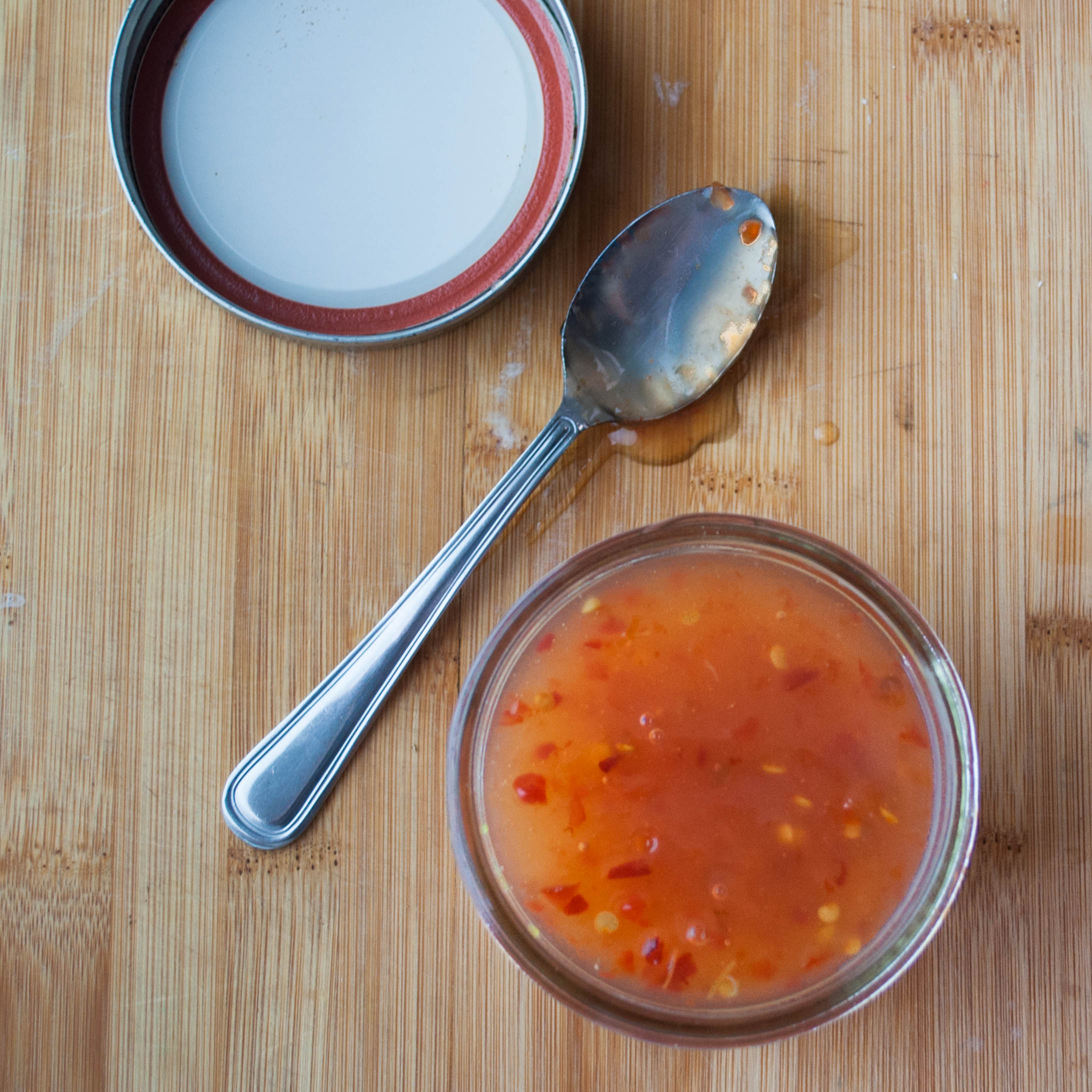
Een zoete chilisaus

Chilisaus is een saus op basis van chilipepers. Er bestaan vele soorten chilisaus, variërend van mild en zoet tot zeer scherp en zuur. Het is, in tegenstelling tot bijvoorbeeld een sambal oelek, dunner van substantie. De toevoeging van suiker zorgt voor een verhoogde viscositeit en voor een langere houdbaarheid. Zo ook zorgt azijn voor een langere houdbaarheid.
Chilisauzen worden veel gebruikt in de Chinese en Thaise keuken en in de Aziatische keuken in het algemeen. Ook in Noord- en Zuid-Amerika zijn chilisauzen populair, vooral in het Caribisch gebied. Deze sauzen kunnen tijdens het koken worden toegevoegd maar ze worden vaker gebruikt in marinades en als condiment, al dan niet gecombineerd met andere ingrediënten.
In toko's en in supermarkten in Nederland worden diverse soorten chilisaus verkocht, van mild tot zeer heet, maar de meest verkochte variant is de 'sweet chilisaus', onder andere te gebruiken bij bapao of loempia's. Er zijn ook sauzen die verkocht worden als chilisaus, maar die meer ingrediënten bevatten dan tomatenpuree, azijn en gegaarde groenten. Deze sauzen lijken daardoor meer op barbecuesaus dan op de chilisauzen uit Azië en de Amerika's.